# Stéphane Lannoy
Stéphane Lannoy (født 18. september 1969 i Boulogne-sur-Mer) er en fransk fodbolddommer. Han har dømt i den bedste franske liga siden 2002. I 2006 blev han godkendt til at dømme internationale kampe, og i 2009 blev han indlemmet i UEFA's gruppe for World Class Referees, der er den højeste indrangering for dommere.
Lannoy er blandt de udtagede dommere til sommerens EM 2012 i Polen og Ukraine

## Karriere

### VM 2010
Lannoy var udtaget som en af de europæiske dommer-repræsentanter ved VM 2010 i Sydafrika. Her blev det til to kampe i gruppespillet:
- Holland  –  Danmark 2-0
- Brasilien  –  Elfenbenskysten 3-1

### EM 2012
Ved EM slutrunden i 2012 i Polen og Ukraine har Lannoy dømt følgende kampe:
- Tyskland –  Portugal 1 - 0 (gruppespil)
- Tjekkiet –  Grækenland 1 - 2 (gruppespil)

## Kampe med danske hold
- Den 19. marts 2009: UEFA Cuppens ottendedelsfinale: AaB – Manchester City 2-0.
- Den 20. august 2009: Europa Leagues slutspil: Genoa – OB 3-1
- Den 14. juni 2010: VM 2010: Holland – Danmark 2-0.
- Den 21. oktober 2010: Champions League: FC Barcelona – FC København 2-0.
- Den 6. september 2011: Kvalifikation til EM 2012: Danmark – Norge 2-0.

## Reference
1. ↑  "Biografi Worldreferee". Arkiveret fra originalen 11. juli 2012. Hentet 20. oktober 2010.
2. ↑  De 12 EM-dommere udpeget bold.dk, 20-12-2012

Kampoversigt Arkiveret 13. februar 2012 hos  Wayback Machine